# Saint-Aubin-d’Aubigné
Saint-Aubin-d’Aubigné (bretonisch: Sant-Albin-Elvinieg; Gallo: ptî' Saint Aubin) ist eine französische Gemeinde mit 4.231 Einwohnern (Stand: 1. Januar 2022) im Département Ille-et-Vilaine in der Region Bretagne. Sie gehört zum Arrondissement Rennes und zum Kanton Val-Couesnon. Die Einwohner werden Saint-Aubinois genannt.

## Geographie
Saint-Aubin-d’Aubigné liegt etwa 18 Kilometer nordnordöstlich von Rennes. Der Fluss Illet begrenzt die Gemeinde im Südosten. Umgeben wird Saint-Aubin-d’Aubigné von den Nachbargemeinden Andouillé-Neuville im Norden, Gahard im Nordosten, Ercé-près-Liffré im Osten, Chasné-sur-Illet im Südosten, Mouazé im Süden, Saint-Germain-sur-Ille im Südwesten sowie Saint-Médard-sur-Ille im Westen und Nordwesten.
Durch die Gemeinde führt die frühere Route nationale 776 (heutige D175).

## Bevölkerungsentwicklung
| Jahr                       | 1962 | 1968 | 1975 | 1982 | 1990 | 1999 | 2006 | 2012 | 2020 |
| Einwohner                  | 1391 | 1544 | 1680 | 2133 | 2170 | 2440 | 2959 | 3373 | 4085 |
| Quellen: Cassini und INSEE |      |      |      |      |      |      |      |      |      |

## Sehenswürdigkeiten
- Kirche Saint-Aubin, 1896 bis 1899 erbaut, Monument historique
- ehemalige Markthalle, heute Bibliothek, Monument historique
- Rathaus, Monument historique
- Schloss Saint-Aubin aus dem 15. Jahrhundert, im 19. Jahrhundert umgebaut
- Waschhaus, 1905 errichtet

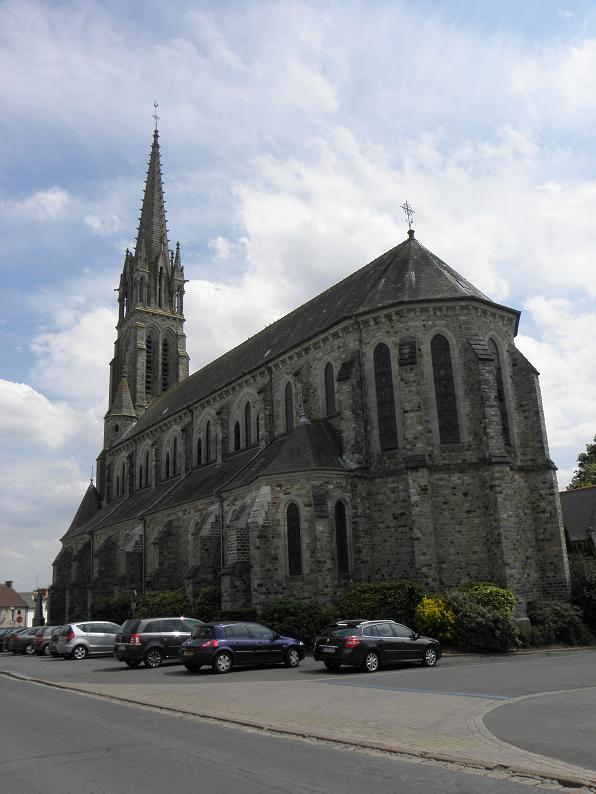
Kirche Saint-Aubin
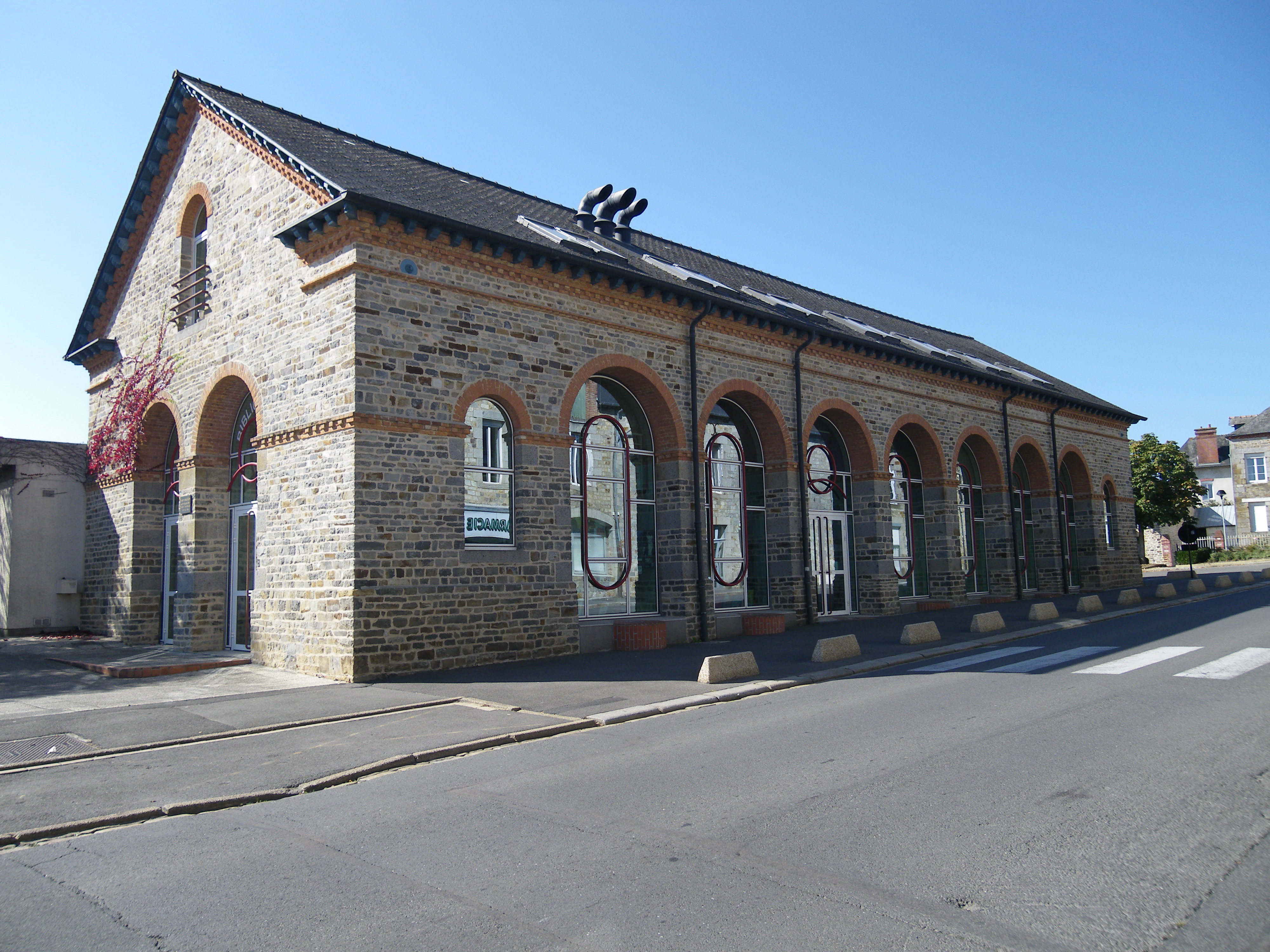
Bibliothek in der ehemaligen Markthalle